# Brzeźnica (województwo mazowieckie)
Brzeźnica – wieś sołecka w Polsce położona w województwie mazowieckim, w powiecie kozienickim, w gminie Kozienice. Leży przy drodze krajowej nr 48.
Zarobna wieś duchowna, położona była w drugiej połowie XVI wieku w powiecie radomskim  województwa sandomierskiego, własność opata sieciechowskiego.
Wieś wzmiankowana już była w połowie XV w. przez Jana Długosza w Liber beneficiorum (lata gromadzenia 1470-80). Pierwotnie istniał tu kościół, będący filią probostwa w Sieciechowie. W 1657 r. został on spalony przez Szwedów, a następnie w 1671 r. odbudowany. Obecny (Parafia Najświętszego Serca Jezusowego i św. Leonarda w Brzeźnicy) został wzniesiony na jego miejscu w roku 1911 według projektu Jarosława Wojciechowskiego. Jest to budowla w stylu neoromańskim. W kościele znajduje się drewniana ambona przeniesiona tu z nieistniejącego już kościoła garnizonowego w Kozienicach. We wsi znajduje się kapliczka słupowa z XIX w.
17 kwietnia 1944 hitlerowcy w ramach akcji pacyfikacyjnej na terenie powiatu kozienickiego aresztowali trzech mieszkańców wsi, których następnie rozstrzelali w zbiorowej egzekucji w Zwoleniu.
Do 1954 roku siedziba gminy Brzeźnica. W latach 1954–1972 wieś należała i była siedzibą władz gromady Brzeźnica. W latach 1975–1998 miejscowość administracyjnie należała do województwa radomskiego.